# Kintaro Hattori
Kintaro Hattori va ser un rellotger i joier japonès. El 1877 va obrir a Kyobashi una botiga de reparació de rellotges. Amb els guanys obtinguts el 1881 va crear la marca de rellotges Seiko.